# Hexol
Hexol分子式为[Co((OH)2Co(NH3)4)3](SO4)3，是阿尔弗雷德·维尔纳在1914年以硫酸钴(Ⅱ)为起始原料合成的一种无机有旋光异构性的配合物。它从结构上来讲是一个以羟桥相连的四核钴配合物，也是第一个制得的纯粹不含碳的手性分子，摩尔旋光为−47610°，这是一般有光学活性的有机化合物所无法比拟的。
在制得该配合物后，维尔纳又成功地拆分出左旋体和右旋体。该拆分过程中，维尔纳先用hexol的氯化物盐与手性拆分剂D-(+)-溴代樟脑磺酸银盐反应，沉淀出D-hexol与之生成的盐，然后过滤，并对滤渣和滤液分别进行处理，便可得到D-hexol和L-hexol。hexol的制备和拆分的成功有力证明了维尔纳配位理论的真实和正确性，从而奠定了配位化学的基础。
此外，维尔纳从制备Fremy盐的副产物中，又得到了第二种hexol。该hexol分子不含有手性，维尔纳错误地认为它是一个具有直线型的三核钴结构的配合物：
2004年，对上述hexol的重新分析发现它实际上是一个六核的配合物：